# Randi kraftstation
Randi kraftstation är ett vattenkraftverk i Lilla Luleälven som utnyttjar fallhöjden mellan sjöarna Randijaure och Vajkijaure. Stationen byggdes av Vattenfall mellan 1973 och 1976 av en arbetsstyrka som till största del pendlade från Vattenfalls redan befintliga samhällen som Messaure och Vuollerim. Det naturliga utloppet av Randijaure dämms upp av en jordfyllnadsdamm. Vattnet leds genom en konstruerad vattenväg från Randijaure till sjön Unna Siunak och maskinstationen samt vidare genom sjön Stuor-Siunak till Vajkijaure.

## Konstruktion
En jordfyllnadsdamm med en tätkärna av morän och ytterdelar av sprängsten byggdes nedströms Randijaures utlopp.(66°39.458′N 19°23.954′Ö / 66.657633°N 19.399233°Ö) Dammen som består av 25 000 m³ fyllnadsmassor har en krönlängd på 250 meter och en krönbredd på 5 meter. I dammen finns ett utskovsparti av betong med tre stycken uppåtgående segmentluckor som ger en maximal avbördning på 1 000 m³/s.
Vattnet leds från Randijaure genom en kanal med en bergtunnel i mitten till sjön Unna Siunak, tunneln har en längd på 480 meter och en tvärsnittsarea på 192 m². Från Unna Siunak leds vattnet vidare till maskinstationen genom en kanal vars södra sida består av en 700 meter lång jordfyllnadsdamm med en tätkärna av morän. Maskinstationen är i huvudsak nedsprängd i berg med en turbin av Kaplantyp och spiral av betong. Turbinen med en löphjulsdiameter 7 meter har en maximal drivvattenföring på 425 m³/s vilket ger en maximal effekt på 90 MW vid en nettofallhöjd på 23,5 m, turbinens varvtal är 100 r/min. Turbinen driver en 60-polig synkrongenerator som ger en spänning på 14,5 kV, maximal effekt är 90 MVA med en effektfaktor 0,95. Från maskinstationen leds vattnet genom en kort tunnel och en kanal till sjön Stuor-Siunak, genom sjön och vidare ut till en vik av Vajkijaure grävdes en 1800 meter lång avloppskanal.

## Byggnationen
Vattenfalls befintliga familjebostäder i Jokkmokk, Vuollerim och Messaure utnyttjades under byggtiden. Sammanlagt 110 årsbostäder utnyttjades i Messaure samhälle mellan 1971 och 1978 för byggnadsarbeten i Randi. På arbetsplatsen uppfördes tre ungkarlsbostäder samt två annex med plats för sammanlagt 90 personer. På arbetsplatsen uppfördes även arbetsplatsprovisorier såsom byggnadskontor, matsal, verkstad och förråd.